# Élections générales saskatchewanaises de 1960

L'élection générale saskatchewanaise de 1960 se déroule le 8 juin 1960 afin d'élire les députés de l'Assemblée législative de la Saskatchewan. Il s'agit de la 14e élection générale en Saskatchewan depuis la création de cette province du Canada en 1905.

## Résultats
| Parti                                | Parti                     | Chef        | # de candidats | Sièges | Sièges | Sièges  | Voix    | Voix    | Voix     |
| Parti                                | Parti                     | Chef        | # de candidats | 1956   | Élus   | % Diff. | #       | %       | % Diff.  |
| ------------------------------------ | ------------------------- | ----------- | -------------- | ------ | ------ | ------- | ------- | ------- | -------- |
|                                      | Commonwealth coopératif   |             | 55             | 36     | 37     | +2,8 %  | 276 846 | 40,76 % | -4,49 %  |
|                                      | Libéral                   |             | 55             | 14     | 17     | +21,4 % | 221 932 | 32,67 % | +2,33 %  |
|                                      | Progressiste-conservateur |             | 55             | -      | -      | -       | 94 737  | 13,95 % | +11,97 % |
|                                      | Crédit social             |             | 55             | 3      | -      | -100 %  | 83 895  | 12,35 % | -9,13 %  |
|                                      | Indépendant               | Indépendant | 3              | -      | -      | -       | 1 417   | 0,21 %  | -0,64 %  |
|                                      | Communiste                |             | 2              | -      | -      | -       | 380     | 0,06 %  | -0,04 %  |
| Total                                | Total                     | Total       | 225            | 53     | 541    | +1,9 %  | 679 207 | 100 %   |          |
| Source : (en) Elections Saskatchewan |                           |             |                |        |        |         |         |         |          |

 Note :
1 Un siège déclaré nul.